# 밈학
밈학(Memetics)은 다윈주의 원리에 기반하여 문화의 진화를 탐구하는 이론으로, 밈(meme)을 문화의 기본단위로서 사용한다. "밈"이라는 용어는 생물학자 리처드 도킨스가 1976년 저서 이기적 유전자에서 나중에 "보편적 다윈주의"라고 이름붙은 원칙을 설명하기 위해 만들어낸 신조어이다. 모든 진화 과정은 정보가 복사되고, 다양화되고, 선택되는 것에 의해 이루어지며, 이 과정을 선택적 보존을 통한 변이라고도 한다. 복사되는 정보의 전달자는 복제자(replicator)라고 불리는데, 생물학적 진화에서는 유전자가 복제자 역할을 한다. 도킨스는 똑같은 과정이 문화적 진화 과정도 주도한다고 제안했고, 이 두 번째 복제자를 "밈"이라고 부르며 음악, 캐치프레이즈, 패션, 기술 등을 예로 들었다. 유전자와 마찬가지로 밈은 이기적인 복제자이며 인과적 효과가 있다. 다르게 말하면 밈의 속성은 그 자체로 복사되고 전달될 가능성에 영향을 미친다. 일부는 인간 숙주에게 가치 있거나 유용한 이유로 성공적으로 퍼지는 반면, 다른 일부는 바이러스와 비슷한 거동을 보인다.
유전자가 함께 작용하여 공적응한 유전자 복합체를 형성할 수 있듯이, 밈의 그룹도 함께 작용하여 공적응한 밈 복합체 또는 밈플렉스(memeplex)를 형성한다. 밈플렉스에는 언어, 전통, 과학 이론, 금융, 종교 외에 수많은 개념이 포함된다. 이에 관해 도킨스가 종교를 "마음의 바이러스"라고 부른 것이 유명하다.
밈학의 지지론자 중에는 밈 기계(The Meme Machine)의 저자인 심리학자 수잔 블랙모어가 있는데, 그녀는 인간의 조상이 행동을 모방하기 시작함에 따라 이 제2의 복제자를 대두시켰으며, 이와 함께 공진화하여 문화 속에서 밈을 복사하고 다양화하고 선택하는 "밈 기계"가 되었다고 주장한다. 철학자 대니얼 데닛은 저서 다윈의 위험한 아이디어(Darwin's Dangerous Idea), 박테리아에서 바흐까지, 그리고 다시 박테리아로(From Bacteria to Bach and Back) 등에서 밈학을 광범위하게 발전시켰다. 그는 밈의 단위를 "신뢰성과 번식성을 가지고 스스로를 복제하는 가장 작은 요소"라고 설명하며 "인간의 의식 자체가 거대한 밈 복합체"라고 주장하였다. 무한의 시작(The Beginning of Infinity)에서 물리학자 데이비드 도이치는 혁신과 창의성을 억제하는 비합리적 밈에 의존하는 정적 사회와 계몽적 가치, 과학적 호기심 및 진보를 장려하는 합리적 밈에 기반한 역동적 사회를 대조시킨다.
밈학에 대한 비판론에는 밈이 존재하지 않는다는 주장, 유전자와의 유추가 잘못되었다는 주장, 단위를 특정할 수 없다는 주장, 문화는 모방을 통해 진화하지 않는다는 주장, 변이의 근원이 무작위가 아닌 지능적으로 설계되었다는 주장 등이 있다. 대표적인 비판론자로 밈학을 "무의미한 은유"라고 부른 생물학자 스티븐 제이 굴드가 있다. 철학자 댄 스퍼버는 문화의 요소는 직접 복사되거나 모방되는 것이 아니라 재생산되는 것이라며 밈학을 문화적 진화에 대한 유효한 접근법으로서 거부한다. 인류학자 로버트 보이드와 생물학자 피터 리처슨은 밈학의 대안이면서 비교적 주류이론에 속한 문화 진화론 및 유전자-문화 공진화 분야를 개발하였다. 이중 유전 이론은 밈학과 많은 공통점이 있지만 밈이 복제자라는 개념을 거부한다. 이 관점에서 밈학은 문화 진화에 대한 여러 접근법 중 하나로 간주되며 일반적으로 대안적인 유전자-문화 공진화 또는 이중 유전 이론에 비해 덜 유용한 것으로 여겨진다. 주요 차이점은 이중 유전 이론이 궁극적으로 유전자에 대한 생물학적 이점에 기반하는 반면, 밈학은 밈을 그 자체로 제2의 복제자로 취급한다는 것이다. 밈학은 또한 인터넷 문화와 인터넷 밈의 분석까지 확장되었다.